# IC 1411
IC 1411 је елиптична галаксија у сазвјежђу Водолија која се налази на листи објеката дубоког неба у Индекс каталогу.
Деклинација објекта је - 1° 31' 0" а ректасцензија 21h 56m 0,5s. Привидна величина (магнитуда) објекта IC 1411 износи 13,2 а фотографска магнитуда 14,2. IC 1411 је још познат и под ознакама UGC 11850, MCG 0-56-1, CGCG 377-1, NPM1G -01.0553, PGC 67660.